# Tilzow

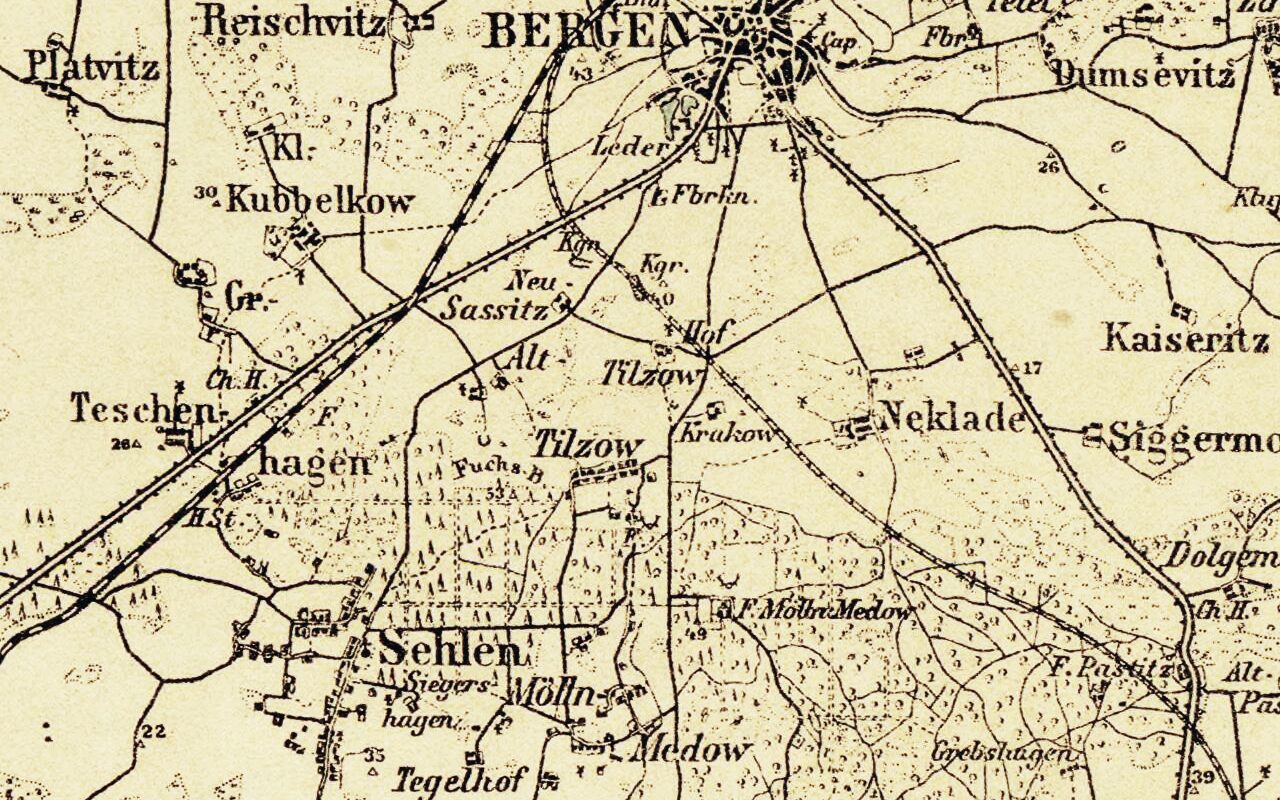
Tilzow südlich von Bergen mit Verkehrswegen, historische Karte (1887).

Tilzow ist ein Dorf auf der Insel Rügen, das im 21. Jahrhundert ein Stadtteil von Bergen auf Rügen im Landkreis Vorpommern-Rügen in Mecklenburg-Vorpommern wurde.

## Geografie und Verkehr
Tilzow liegt zwei Kilometer südlich von Bergen auf Rügen, östlich von Alt-Sassnitz. Im Dorf verläuft die Tilzower-Dorfstraße, die etwas östlich des Ortes an die Landstraße nach Bergen angeschlossen ist. Zwischen Tilzow und Neklade ist der Streckenverlauf der Nebenstrecke Putlos an der Bahnstrecke Bergen auf Rügen–Lauterbach Mole. Zwischen Tilzow und Putlos befindet sich der Forst-Werder. Das Marinesperrzeugamt Tilzow der deutschen Kriegsmarine befand sich südlich bis südöstlich von Tilzow im Waldgebiet Möllin.